# Europese kampioenschappen inlineskaten 2018
De Europese kampioenschappen inline-skaten 2018 werden van 16 tot en met 23 augustus gehouden in het Belgische Oostende. Het was de dertigste editie van het Europees kampioenschap sinds de invoering van de inline-skates. Tegelijk met het hoofdtoernooi (senioren) vonden ook de kampioenschappen plaats voor junioren-A (onder de 19) en junioren-B (onder de 17). De 500 meter teamsprint was een nieuw onderdeel op het programma.

## Medailleverdeling

### Mannen
| Piste                      | Piste            | Piste             | Piste             |
| Afstand                    | Goud ·           | Zilver ·          | Brons ·           |
| -------------------------- | ---------------- | ----------------- | ----------------- |
| 300m Tijdrit               | Simon Albrecht   | Ioseba Fernandez  | Matthias Vosté    |
| 500m Sprint                | Simon Albrecht   | Michel Mulder     | Matthias Vosté    |
| 1000m Sprint               | Matthias Vosté   | Diogo Marreiros   | Quentin Giraudeau |
| 10.000m Punten-/afvalkoers | Daniel Niero     | Diogo Marreiros   | Ruurd Dijkstra    |
| 15.000m Afvalkoers         | Daniel Niero     | Quentin Giraudeau | Diogo Marreiros   |
| 500m Teamsprint            | Spanje           | Nederland         | België            |
| 3000m Aflossing            | Italië           | Portugal          | Nederland         |
| Weg                        |                  |                   |                   |
| Afstand                    | Goud ·           | Zilver ·          | Brons ·           |
| 200m Tijdrit               | Ioseba Fernandez | Michel Mulder     | Ron Pucklitzch    |
| Lap Sprint                 | Ioseba Fernandez | Ronald Mulder     | Michel Mulder     |
| 10.000m Puntenkoers        | Daniel Niero     | Patxi Peula       | Crispijn Ariëns   |
| 20.000m Afvalkoers         | Patxi Peula      | Daniel Niero      | Felix Rijhnen     |
|                            |                  |                   |                   |
| 42.195m Marathon           | Bart Swings      | Patxi Peula       | Crispijn Ariëns   |

### Vrouwen
| Piste                      | Piste                  | Piste                  | Piste                |
| Afstand                    | Goud ·                 | Zilver ·               | Brons ·              |
| -------------------------- | ---------------------- | ---------------------- | -------------------- |
| 300m Tijdrit               | Sandrine Tas           | Stien Vanhoutte        | Giorgia Bormida      |
| 500m Sprint                | Sandrine Tas           | Laethisia Schimek      | Anke Vos             |
| 1000m Sprint               | Sandrine Tas           | Francesca Lollobrigida | Marine Lefeuvre      |
| 10.000m Punten-/afvalkoers | Francesca Lollobrigida | Luisa Woolaway         | Marine Lefeuvre      |
| 15.000m Afvalkoers         | Francesca Lollobrigida | Sandrine Tas           | Mareike Thum         |
| 500m Teamsprint            | Italië                 | België                 | Spanje               |
| 3000m Aflossing            | België                 | Italië                 | Duitsland            |
| Weg                        |                        |                        |                      |
| Afstand                    | Goud ·                 | Zilver ·               | Brons ·              |
| 200m Tijdrit               | Sandrine Tas           | Benedetta Rossini      | Stien Vanhoutte      |
| Lap Sprint                 | Sandrine Tas           | Francesca Lollobrigida | Laethisia Schimek    |
| 10.000m Puntenkoers        | Sandrine Tas           | Francesca Lollobrigida | Maite Ancin Gambarte |
| 20.000m Afvalkoers         | Francesca Lollobrigida | Mareike Thum           | Maite Ancin Gambarte |
|                            |                        |                        |                      |
| 42.195m Marathon           | Chloe Geoffrey         | Laura Lorenzato        | Maite Ancin Gambarte |

### Medaillespiegel
Dit is de medaillespiegel van de wedstrijden van het hoofdtoernooi (senioren).
| Plaats | Land      | Goud | Zilver | Brons | Totaal |
| 1      | België    | 9    | 3      | 5     | 17     |
| 2      | Italië    | 8    | 8      | 1     | 17     |
| 3      | Spanje    | 4    | 3      | 4     | 11     |
| 4      | Duitsland | 2    | 2      | 5     | 9      |
| 5      | Frankrijk | 1    | 1      | 3     | 5      |
| 6      | Nederland | 0    | 4      | 5     | 9      |
| 7      | Portugal  | 0    | 3      | 1     | 4      |
| Totaal | Totaal    | 24   | 24     | 24    | 72     |

Pico 1989 · 
Inzell 1990 · 
Pineto 1991 · 
Acireale 1992 · 
Valence d'Agen 1993 · 
Pamplona 1994 · 
Praia da Vitória 1995 · 
Saint-Brieuc 1996 · 
Roseto 1997 · 
Coulaines 1998 · 
Zandvoorde 1999 · 
Latina 2000 · 
Paços de Ferreira 2001 · 
Valence d'Agen 2002 · 
Padua 2003 · 
Heerde/Groningen 2004 · 
Juterborg 2005 · 
Cassano d'Adda 2006 · 
Oporto 2007 · 
Gera 2008 · 
Oostende 2009 · 
San Benedetto del Tronto 2010 ·
Heerde/Zwolle 2011 · 
Szeged 2012 · 
Almere 2013 · 
Geisingen 2014 · 
Wörgl/Innsbruck 2015 ·
Heerde/Steenwijk 2016 · 
Lagos 2017 · 
Oostende 2018 · 
Pamplona 2019 · 
Canelas 2021 · 
L'Aquila 2022 · 
Valence d'Agen 2023 · 
Oostende 2024